# Cleptoplastia

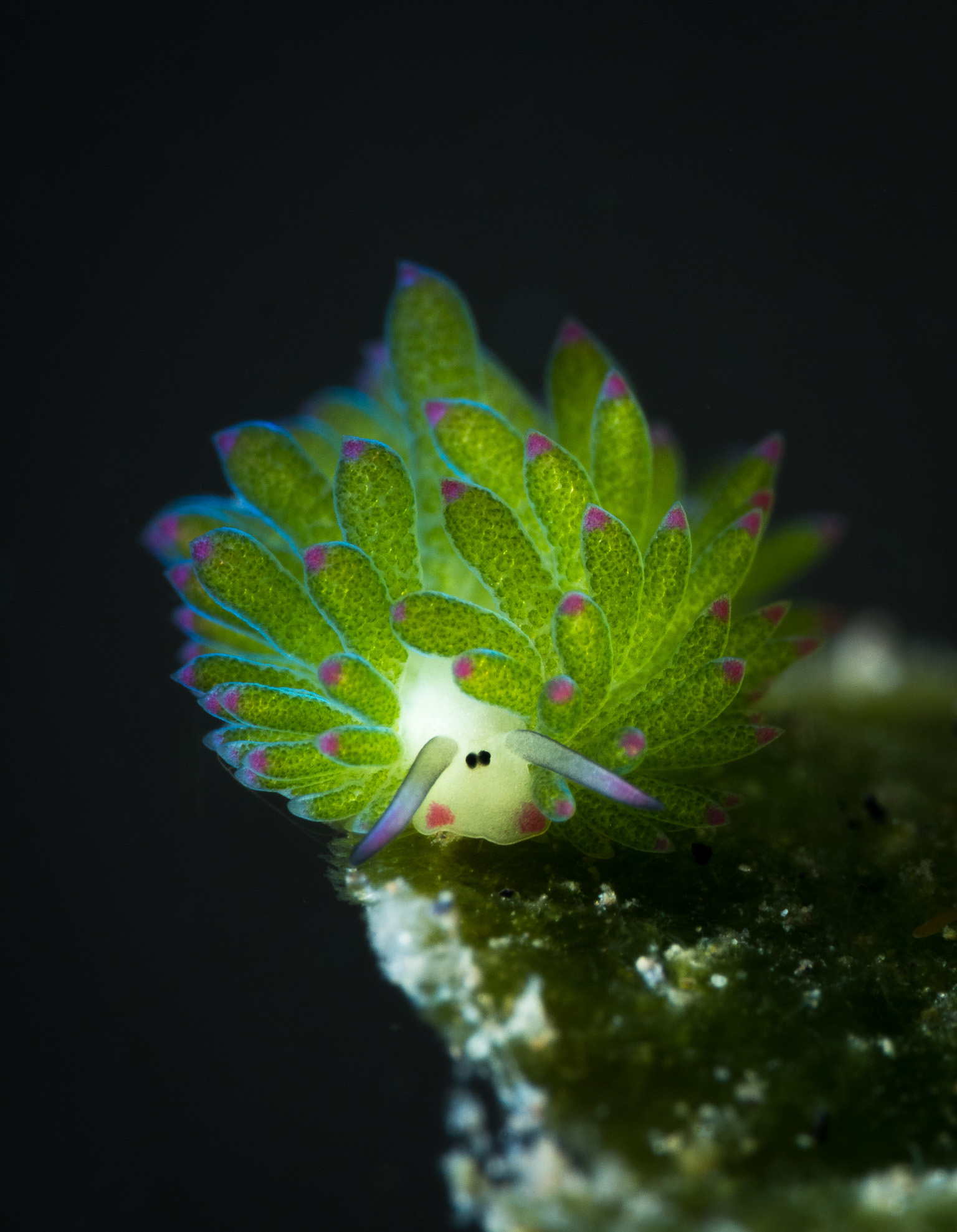
Costasiella sp. é um sacoglosso marinho que mobiliza os cloroplastos consumidos de comunidades algáceas (e.g. Vaucheria sp. e Avrainvillea sp.). de modo a elaborar padrões complexos em seu corpo.
Escala: ~ 6 mm

Cleptoplastia ou cleptoplastidia refere-se ao fenômeno de alguns organismos heterotróficos eucariontes, como dinoflagelados e lesmas sacoglossas, sequestrarem temporariamente cloroplastos provindos de algum organismo eucariótico autotrófico, genericamente referido como alga. A cleptoplastia funcional proporciona ao hospedeiro uma capacidade temporária de mixotrofia, isto é, de alimentar-se tanto por via heterotrófica quanto por via autotrófica (neste caso, por fototrofia). Esta habilidade é mediada pela atividade do cloroplasto, cuja manutenção, no organismo hospedeiro, é bastante variável. Uma cloroplasto sequestrado pode permanecer funcional entre algumas poucas horas até muitos meses nas células somáticas do organismo hospedeiro.  A organela, quando roubada por um hospedeiro em um evento de cleptoplastia, é referida como cleptoplasto.  

## Etimologia
A palavra "cleptoplastia" deriva do Grego Antigo, – κλέπτης (kléptēs), que significa "ladrão" e πλαστός (plastós), originalmente significando "modelável", "plástico". Este último é usado em biologia para referir-se às organelas plastidiais derivadas de cloroplastos. O termo foi primeiro proposto pelo russo Gilyarov (1983) no lugar de "simbiose plastidial" ("plastid symbiosis"), que aparecia na literatura pretérita de nudibrânquios.

## Primeiras descobertas
A primeira descoberta relacionada à identificação de plastídios estrangeiros no citoplasma de alguma célula eucariótica foi em 1876, na lesma-do-mar Elysia viridis (Sacoglossa: Euthyneura). Este animal possui uma coloração verde característica que foi logo associada a uma possível presença clorofila em seu tegumento. Esta coloração, somada à identificação posterior, em 1883, de partículas verdes nas células do manto desses animais, levou à comunidade científica a atribuir o fenômeno a alguma relação simbiótica entre as lesmas do gênero Elysia com algas zooxantela; criaturas simbióticas típicas entre corais, hidras e alguns outros nudibrânquios. Alternativamente, associou-se os tais "pontos verdes" à presença das então chamadas "algas azuis", hoje reconhecidamente como o grupo monofilético das cianobactérias.

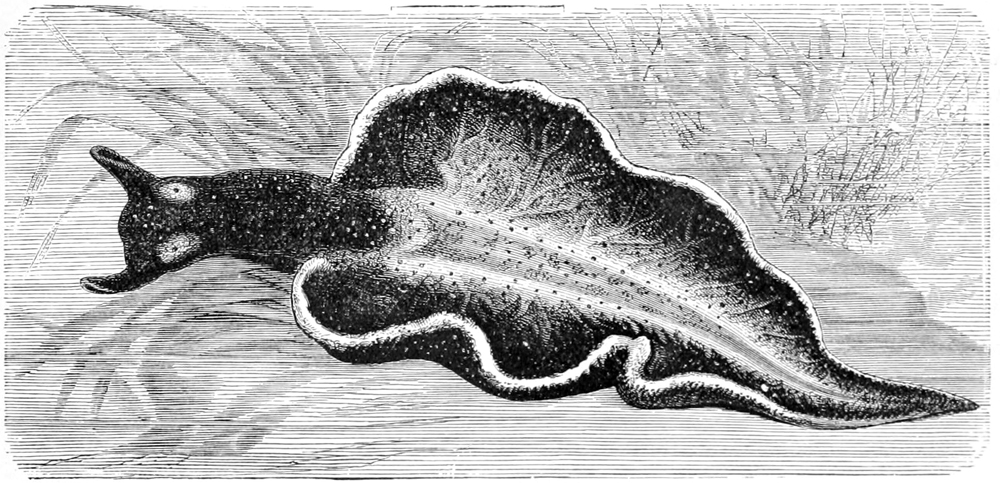
Prancha do livro The Royal Natural History (1896), ilustrando a pequena Elysia viridis.

Em 1904, houve a primeira proposta de que, na verdade, o que tornava o corpo de uma lesma do mar, Caliphylla mediterranea, verde seria a presença de cloroplastos retidos no citoplasma das células dos moluscos sacoglossos. Mas foi apenas em 1965, com o advento da microscopia eletrônica, pôde ser demostrada a ocorrência de cloroplastos intracelulares simbióticos nos divertículos digestivos de uma lesma-do-mar (Elysia atroviridis).  Desde então, foi reconhecida a capacidade de alguns metazoários (a princípio sòmente sacoglossos) reterem cloroplastos sequestrados em seu citosol a partir da predação de algumas algas. 
Esta habilidade foi inicialmente referida na literatura como "simbiose plastidial", ou "simbiose de cloroplasto".  

## Cleptoplasto

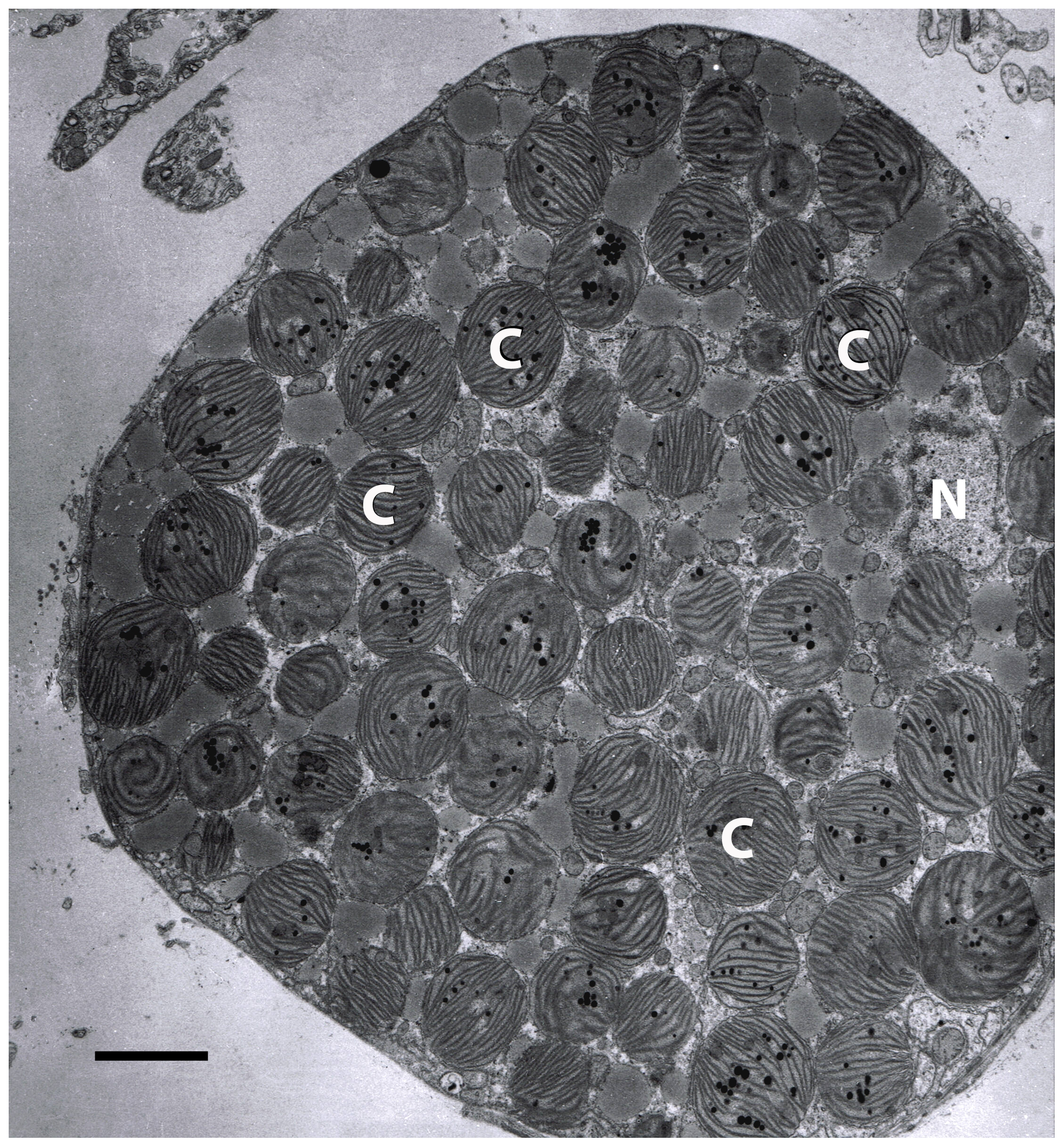
Imagem de microscopia eletrônica de uma célula do tubo digestivo de Elysia clarki. A morfologia de cloroplastos e cleptoplastos pode ser idêntica.
C = cleptoplastos,
N = núcleo.
Escala = 3µm.

Os cleptoplastos são organelas temporárias, resultado da interação de cleptoplastia entre um organismo eucarionte e uma alga. Durante um processo de predação ou fagocitose, há retenção seletiva de organelas da alga pelo predador. Estas organelas retidas podem ser cloroplastos, primários ou de ordem superior; ou também outros cleptoplastos. Em todo o caso, o predador, porque hospeda a nível somático a organela retida, obtém capacidade temporária de fototrofia. Até onde se sabe, apenas a cleptoplastia e a endossimbiose conferem a capacidade de fototrofia a organismos eucarióticos. À diferença dos plastídios verdadeiros, cleptoplastos não são adquiridos por endossimbiose.  
A nível fisiológico, cloroplastos e cleptoplastos diferem quanto ao grau de integração ao ciclo de vida do hospedeiro. Todos os tipos de cloroplastos, ainda que evolutivamente diversos entre as grandes linhagens eucarióticas, partilham de uma característica comum: a acomodação estável ao ciclo de vida do hospedeiro. Cloroplastos são organelas herdáveis, retidas ao longo de todos os eventos celulares eucarióticos, e assimiladas a nível metabólico e citológico de modo sincrônico aos processos próprios do hospedeiro. Em contraste, cloroplastos adquiridos por cleptoplastia (cleptoplastos) são eventualmente digeridos durante o ciclo de vida do hospedeiro. Entre estes, a associação é invariàvelmente temporária, e dura, a depender do hospedeiro, um intervalo que pode variar entre alguns poucos dias até muitos meses.

## Cleptoplastia e Endossimbiose
Já foi proposto que, especialmente em eucariotos unicelulares, as diferentes relações de cleptoplastia possam corresponder a diferentes estágios de integração endossimbiótica entre um plastídio e um hospedeiro.   Isto porque ambos, cada qual a seu modo, mobilizam certa maquinaria citogenética para incorporar, quer temporária quer constitutivamente, células de origem exógena dentro de uma célula maior hospedeira. Para o caso da endossimbiose, por exemplo, está demonstrado que esta maquinaria citogenética passa por uma complexa dinâmica de transferência horizontal de genes entre o DNA circular da organela endossimbiótica, o DNA do núcleo da alga predada pelo hospedeiro e o DNA no núcleo do organismo hospedeiro.  Para os casos de cleptoplastia, contudo, parece que nem sempre precisa ser assim. Em organelas de assimilação efêmera, a estabilidade do sistema genético funcional do cleptoplasto pode ocorrer sem a mediação de quaisquer genes do núcleo da alga original. Nestes casos, a manutenção dos transcritos requeridos para o funcionamento apropriado do plastídio (que incluem RNAm's codificadores de proteínas chave para a sinalização, regulação e metabolismo da fotossíntese) pode ser explicada por um modelo de endereçamento proteíco hetero-endossimbiótico (hetero-EPT). Apesar disso, até hoje, não há evidências de que um cleptoplasto duradouro possa não ser acompanhado por algum mecanismo de transferência horizontal de genes com o núcleo hospedeiro. 

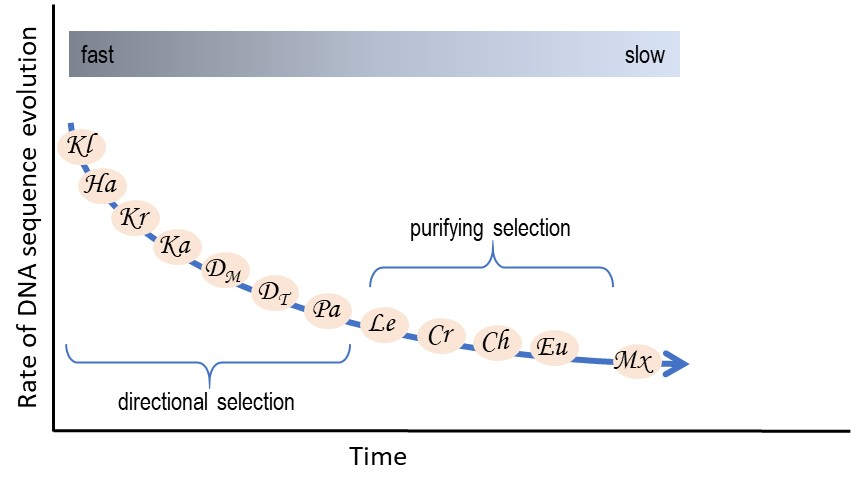
Taxas de evolução molecular relativas para alguns organismos, segundo o grau de integração. Kl - Cleptoplastia, Ha - Hatena, Kr - Kryptoperidiniceae, Ka - Karenia, DM - dinoflagelado MGD, DT - dinoflagelado TGD, Pa - Paulinella, Le - Lepidodinium, Cr - Cryptomonadales, Ch - Chlorarachnea, Eu - Euglenida, Mx - mixotrofia.

Há quem argumente que mesmo eucariontes com relações estáveis com seus cloroplastos (como Cryptomonodales e Chlorarachniophytas) representem estágios transientes de uma endossimbiose completa.  Nestes casos, assim como em alguns dinoflagelados, a presença de um nucleomorfo seria evidência para um evento de assimilação mais recente da organela. Segundo este modelo, linhagens como as acima, porque já teriam o cloroplasto constitutivo em seu ciclo de vida, estariam sob o regime de uma seleção purificadora, em que apenas polimorfismos deletérios em genes que atuam sobre o caráter fototrofia são eliminados das populações naturais. Neste momento intensas transferências entre o nucleomorfo e o núcleo atuariam de modo a tornar o sistema endossimbionte-hospedeiro cada vez mais independente do nucleomorfo. Em outros casos, ciclos de vida que retenham o cloroplasto apenas em uma das linhagens celulares (como no caso de Hatena arenicola) seriam indicativo de uma seleção direcional para a integração entre organela e organismo hospedeiro. Aqui, como em outros casos de dinoflagelados, o plastídio ainda seria fundamentalmente transiente, ou, no mínimo, requereria a manutenção por ingestão de presas fotossintetizantes para tornar o plastídio ainda perene. Após um estágio de assimilação completa do plastídio, linhagens sob uma seleção direcional, poderiam entrar em regime purificador; completando um processo verdadeiro de endossimbiose. 

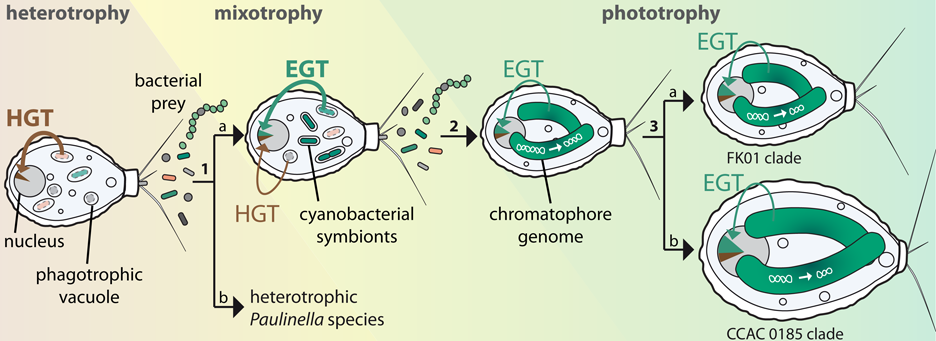
A aquisição de cloroplastos em Paulinella chromatophora não envolve cleptoplastia. Sugere-se que aquisição do plastídio seja resultado de um processo endossimbiose primária com uma cianobactéria.

A cleptoplastia, contudo, pode não ser o único meio de levar à endossimbiose da organela. Há pelo menos um caso documentado de recrutamento de cianobactérias de vida livre como simbiontes em uma linhagem eucariótica não-arqueplastidiana. É o caso do gênero Paulinella, um grupo de cercozoários aquáticos com cerca de treze espécies conhecidas, dentre as quais três (duas dulcícolas e uma marinha) possuem cloroplastos derivados diretamente de cianobactérias. Esta aquisição não configura um caso de cleptoplastia, uma vez que não há sequestro de organelas, mas sim uma incorporação completamente nova via endossombiose primária.
Finalmente, a apuração da cleptoplastia como um espectro possível de endossimbiose não deve conduzir a uma compreensão evolutiva teleológica. Em outras palavras, não é correto assumir que todas as interações de cleptoplastia hoje levarão, inevitavelmente, à incorporação de cloroplastos funcionais nas linhagens hospedeiras. A aproximação entre as duas situações incorpora um modelo de evolução cujas premissas permitem a formulação e testes de hipóteses quanto aos mecanismos de integração hospedeiro-organela. Este modelo permite comparação de uma variedade de sistemas evoluindo de forma parelela, cada qual com suas diferenças e soluções para questões de evolução de organelas simbióticas. 

## Cleptoplastia como interação ecológica
A cleptoplastia é um fenômeno complexo que, embora envolva a aquisição de estruturas de outro organismo a nível somático, foge um pouco das classificações de interações ecológicas clássicas. Na literatura, não existe um consenso sobre a definição desse processo como uma interação clara, mas existem diferentes abordagens para o fenômeno.
Uma das possíveis definições é a cleptoplastia como uma interação simbiótica. Essa é uma interpretação forte quando se trata de certos organismos hospedeiros, como lesmas-do-mar (Elysia chlorotica), que conseguem manter plastídios funcionais por longos períodos, integrando seus produtos fotossintéticos ao metabolismo animal e, em alguns casos, até mesmo à reprodução. Nesse contexto, a cleptoplastia compartilha características funcionais semelhantes com a endossimbiose, como a criação de nichos metabólicos e tróficos similares, o aumento da eficiência no uso de recursos e a sobrevivência prolongada em ambientes com baixa disponibilidade de nutrientes.

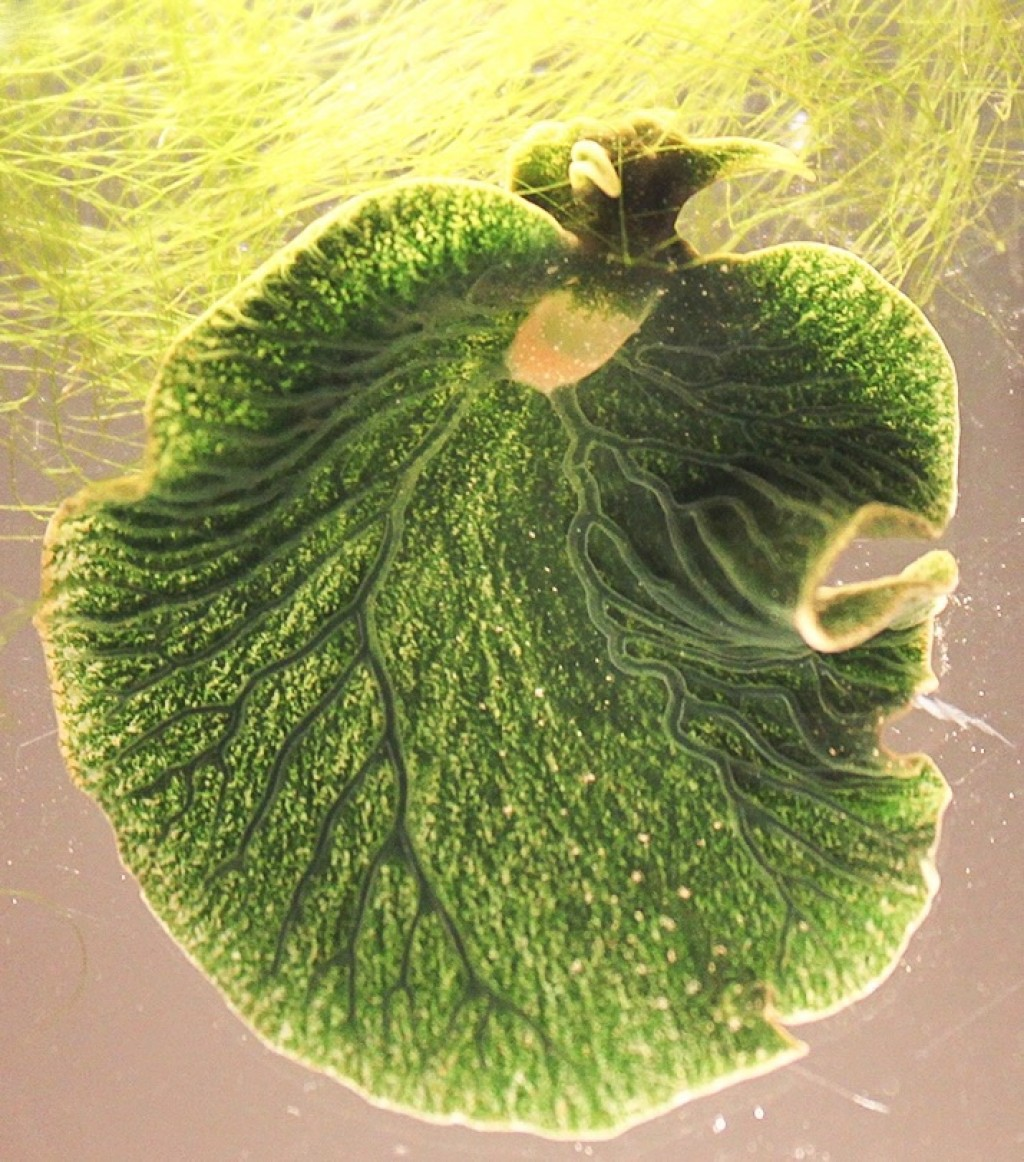
Imagem de uma lesma-do-mar (Elysia chlorotica). Os pequenos círculos verdes pontilhados são plastídios localizados dentro dos extensos divertículos digestivos do animal.

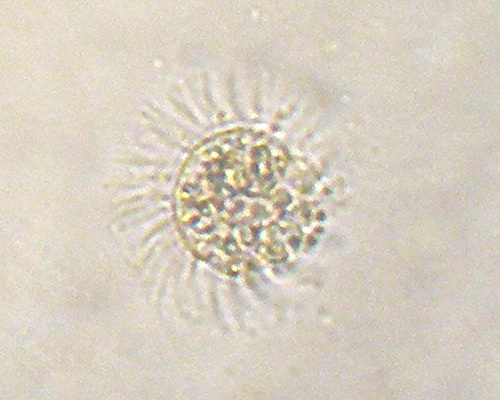
Microscopia fotônica de Mesodinium rubrum (= Myrionecta rubra). Esse ciliado realiza cleptoplastia com criptófitas.

 Além disso, a cleptoplastia pode resultar em dependência funcional do hospedeiro em relação aos plastídios sequestrados, sugerindo uma forma de mutualismo facultativo. Embora alguns autores ressaltem que a cleptoplastia difere da endossimbiose por não envolver a divisão dos plastídios retidos nem a coevolução genômica, argumenta-se que, em casos excepcionais, como os de Elysia chlorotica e do ciliado marinho Myrionecta rubra, as adaptações do hospedeiro aproximam a associação de uma simbiose estável. Assim, parte da literatura defende que, embora a cleptoplastia tenha aspectos predatórios — uma vez que depende da morte da alga para aquisição dos plastídios —, ela pode, em certos contextos, configurar uma interação simbiótica, especialmente quando há benefícios mútuos prolongados e integração metabólica significativa.  
Cabe reconhecer, no entanto, que o mesmo fenômeno pode ser considerado como uma forma de predação dada a origem de aquisação dos cleptoplastos. Nesta perspectiva, a cleptoplastia é descrita como o processo pelo qual os organismos hospedeiros consomem as suas presas — geralmente, microalgas — e "sequestram" os cloroplastos das suas fontes de alimento, mantendo-os intactos. Embora seja comum observar a digestão dos outros compartimentos celulares, encontram-se espécimens que não seguem esse comportamento, como o caso dos ciliados Mesodinium spp. que sequestram não apenas os cloroplastos mas também outras organelas como as mitocôndrias, o núcleo da presa e o nucleomorfo.
Por outro lado, dentro do hábito de vida de alguns hospedeiros, é registrado um comportamento 'seletivo' no consumo das suas presas. Um espécime com esse comportamento observado é o ciliado Mesodinium chamaleon, cuja regulação da expressão gênica é influenciada pelo tipo de presa consumida. Em tratamento submetidos à fome, as células de M. chameleon se aclimataram a espécies criptófitas de linhagens azul-verdes, diferente das espécies de linhagens vermelhas consumidas em tratamentos com alimentação adequada. Estas observações podem sugerir uma diferença entre a taxa de de fotossíntese e persistência dentro dos hospedeiros entre as linhagens de criptófitas.
Devido à essa ambiguidade do conceito de cleptoplastia e sua abragência em organismos filogeneticamente distantes, ocorre uma certa sobreposição de definições que dificultam a classificação de certas interações na rede trófica. Assim é que, no mesmo universo semântico de "cleptointerações", aparece o emprego do termo cleptopredação para caracterizar a predação secundária de predadores primários que tenham consumido suas presas recentemente. O exemplo mais representativo dessa interação na literatura ocorre entre a lesma Cratena peregrina e os hidrozoários Eudendrium racemosum. A cleptopredação consiste na tendência da lesma em predar os hidrozóarios quando estes capturaram e estão manipulando as suas presas. Desse modo, há uma dupla predação: a do hidrozoário e da presa capturada pelo hidrozoário.  Não há evidências, no entanto, de que o comportamento chamado cleptopredação e o fenômeno da cleptoplastia sejam relacionados. São apenas termos que de alguma forma imergiram independentemente e se relacionam ao roubo de algum organismo já consumido por outro organismo. 

## Ocorrência filogenética
A cleptoplastia surgiu independentemente inúmeras vezes em eucariontes. Em termos de grandes linhagens, pode-se citar os dinoflagelados, os foraminíferos, os ciliados, os haptistas e os metazoários; entre os quais o fenômeno é bastante raro. Dentro de cada um dessas grandes grupos, o fenômeno surgiu, mais de uma vez, independentemente; tornando-o muitas vezes incomparável a nível de caráter. Abaixo, um cladograma com as principais linhagens em que o fenômeno foi observado:  
|  | Rapazida |
|  |          |

|           | Foraminifera                                               |
|           |                                                            |
| Alveolata | \| \| Dinoflagellata \| \| \| \| \| \| Ciliata \| \| \| \| |
|           | \| \| Dinoflagellata \| \| \| \| \| \| Ciliata \| \| \| \| |
|           | Dinoflagellata                                             |
|           |                                                            |
|           | Ciliata                                                    |
|           |                                                            |

|  | Dinoflagellata |
|  |                |
|  | Ciliata        |
|  |                |

|                 | \| Platyhelminthes \| Rhabdocoela \| \| \| Rhabdocoela \| \| Gastropoda \| .Sacoglossa \| \| \| .Sacoglossa \| |
|                 | |
| Platyhelminthes | Rhabdocoela |
|                 | Rhabdocoela |
| Gastropoda      | .Sacoglossa |
|                 | .Sacoglossa |

| Platyhelminthes | Rhabdocoela |
|                 | Rhabdocoela |
| Gastropoda      | .Sacoglossa |
|                 | .Sacoglossa |

|                 | \| Platyhelminthes \| Rhabdocoela \| \| \| Rhabdocoela \| \| Gastropoda \| .Sacoglossa \| \| \| .Sacoglossa \| |
|                 | |
| Platyhelminthes | Rhabdocoela |
|                 | Rhabdocoela |
| Gastropoda      | .Sacoglossa |
|                 | .Sacoglossa |

| Platyhelminthes | Rhabdocoela |
|                 | Rhabdocoela |
| Gastropoda      | .Sacoglossa |
|                 | .Sacoglossa |

|           | Foraminifera                                               |
|           |                                                            |
| Alveolata | \| \| Dinoflagellata \| \| \| \| \| \| Ciliata \| \| \| \| |
|           | \| \| Dinoflagellata \| \| \| \| \| \| Ciliata \| \| \| \| |
|           | Dinoflagellata                                             |
|           |                                                            |
|           | Ciliata                                                    |
|           |                                                            |

|  | Dinoflagellata |
|  |                |
|  | Ciliata        |
|  |                |

|                 | \| Platyhelminthes \| Rhabdocoela \| \| \| Rhabdocoela \| \| Gastropoda \| .Sacoglossa \| \| \| .Sacoglossa \| |
|                 | |
| Platyhelminthes | Rhabdocoela |
|                 | Rhabdocoela |
| Gastropoda      | .Sacoglossa |
|                 | .Sacoglossa |

| Platyhelminthes | Rhabdocoela |
|                 | Rhabdocoela |
| Gastropoda      | .Sacoglossa |
|                 | .Sacoglossa |

|                 | \| Platyhelminthes \| Rhabdocoela \| \| \| Rhabdocoela \| \| Gastropoda \| .Sacoglossa \| \| \| .Sacoglossa \| |
|                 | |
| Platyhelminthes | Rhabdocoela |
|                 | Rhabdocoela |
| Gastropoda      | .Sacoglossa |
|                 | .Sacoglossa |

| Platyhelminthes | Rhabdocoela |
|                 | Rhabdocoela |
| Gastropoda      | .Sacoglossa |
|                 | .Sacoglossa |

|  | Rapazida |
|  |          |

|           | Foraminifera                                               |
|           |                                                            |
| Alveolata | \| \| Dinoflagellata \| \| \| \| \| \| Ciliata \| \| \| \| |
|           | \| \| Dinoflagellata \| \| \| \| \| \| Ciliata \| \| \| \| |
|           | Dinoflagellata                                             |
|           |                                                            |
|           | Ciliata                                                    |
|           |                                                            |

|  | Dinoflagellata |
|  |                |
|  | Ciliata        |
|  |                |

|                 | \| Platyhelminthes \| Rhabdocoela \| \| \| Rhabdocoela \| \| Gastropoda \| .Sacoglossa \| \| \| .Sacoglossa \| |
|                 | |
| Platyhelminthes | Rhabdocoela |
|                 | Rhabdocoela |
| Gastropoda      | .Sacoglossa |
|                 | .Sacoglossa |

| Platyhelminthes | Rhabdocoela |
|                 | Rhabdocoela |
| Gastropoda      | .Sacoglossa |
|                 | .Sacoglossa |

|                 | \| Platyhelminthes \| Rhabdocoela \| \| \| Rhabdocoela \| \| Gastropoda \| .Sacoglossa \| \| \| .Sacoglossa \| |
|                 | |
| Platyhelminthes | Rhabdocoela |
|                 | Rhabdocoela |
| Gastropoda      | .Sacoglossa |
|                 | .Sacoglossa |

| Platyhelminthes | Rhabdocoela |
|                 | Rhabdocoela |
| Gastropoda      | .Sacoglossa |
|                 | .Sacoglossa |

|           | Foraminifera                                               |
|           |                                                            |
| Alveolata | \| \| Dinoflagellata \| \| \| \| \| \| Ciliata \| \| \| \| |
|           | \| \| Dinoflagellata \| \| \| \| \| \| Ciliata \| \| \| \| |
|           | Dinoflagellata                                             |
|           |                                                            |
|           | Ciliata                                                    |
|           |                                                            |

|  | Dinoflagellata |
|  |                |
|  | Ciliata        |
|  |                |

|                 | \| Platyhelminthes \| Rhabdocoela \| \| \| Rhabdocoela \| \| Gastropoda \| .Sacoglossa \| \| \| .Sacoglossa \| |
|                 | |
| Platyhelminthes | Rhabdocoela |
|                 | Rhabdocoela |
| Gastropoda      | .Sacoglossa |
|                 | .Sacoglossa |

| Platyhelminthes | Rhabdocoela |
|                 | Rhabdocoela |
| Gastropoda      | .Sacoglossa |
|                 | .Sacoglossa |

|                 | \| Platyhelminthes \| Rhabdocoela \| \| \| Rhabdocoela \| \| Gastropoda \| .Sacoglossa \| \| \| .Sacoglossa \| |
|                 | |
| Platyhelminthes | Rhabdocoela |
|                 | Rhabdocoela |
| Gastropoda      | .Sacoglossa |
|                 | .Sacoglossa |

| Platyhelminthes | Rhabdocoela |
|                 | Rhabdocoela |
| Gastropoda      | .Sacoglossa |
|                 | .Sacoglossa |

Ainda que raros em metazoários, o primeiro registro da cleptoplastia se deu em lesmas do mar do clado Sacoglossa (1965). Apenas mais recentemente (2019) o fenômeno foi identificado em outros animais; desta vez vermes achatados marinhos da ordem Rhabdocoela. Enquanto nestes a atividade fotossintética é mantida por um curto período de tempo, como alguns dias; em Sacoglossa a atividade se mantém a longo prazo, durante toda a vida do hospedeiro.

### Foraminíferos
Há exemplos de foraminíferos praticantes de cletoplastia.

### Dinoflagelados
Até onde se conhece, os dinoflagelados constituem a linhagem eucarióticas com maior dinamicidade quanto à história de aquisição de novos cloroplastos. Ancestralmente, porque integrantes do clado Myzozoa, há evidências de que um plastídio originado a partir da endossimbiose secundária com uma alga vermelha (Rhodophyta) seja plesiomórfico para o grupo. Este plastídio, de genoma extremamente reduzido, é revestido por três membranas, não apresenta nucleomorfo e contém um pigmento carotenoide bastante característico do grupo, a chamada peridinina. Contudo, apesar de ser uma organela diagnóstica, apenas cerca de metade das linhagens de dinoflagelados de fato apresentam este plastídio mizozoário ancestral. Em algumas outras linhagens, o cloroplasto, quando não completamente ausente, foi sequencialmente substituído por um outro. 

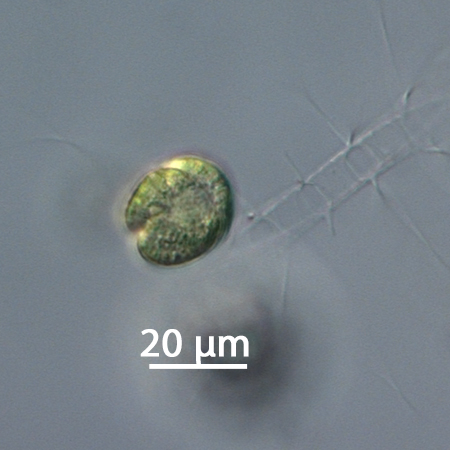
Microscopia fotônica de um dinoflagelado Lepidodinium chlorophorum, um dos únicos casos de endossimbiose secundária com algas verdes em Dinoflagellata.

 Nestes casos, a substituição do estado ancestral pode ter sido constitutiva, isto é, originado uma nova organela totalmente integrada ao ciclo de vida do organismo; ou adquirida, integrada temporàriamente apenas a nível somático de indivíduos específicos, gerando cleptoplastos. A chamada substituição constitutiva pode se dar por vias de endossimbiose secundária (sendo um exemplo os dinoflagelados do gênero Lepidodinium sp.), ou por via de endossimbiose terciária. No último caso, geralmente há a preservação de um nucleomorfo entre as membranas do plastídio. Notavelmente, há registros de dinoflagelados com endossimbiontes terciários de linhagens eucarióticas bastante variadas. Há aqueles que a estabelecem com diatomáceas (e.g. Kryptoperidinium sp.) com haptofíceas (e.g. Karenia sp.) ou mesmo com criptomônadas (e.g. Dinophysis sp.). A substituição adquirida, por sua vez, envolve a captura de organelas por cleptoplastia e pode acontecer com linhagens tão variadas quanto a endossimbiose propriamente dita. Esta grande diversidade de plastídios, portanto, aponta para uma complexa dinâmica de endossimbioses sucessivas em dinoflagelados. A nível de linhagem, portanto, reduções, perdas e novas aquisições de plastídios perfazem todo um espectro de idades e níveis de integração entre a organela e o hospedeiro. Graças a isto, dinoflagelados são admitidos como bons modelos de estudo para a suposta transição de cleptoplasto a cloroplasto em organismos eucariontes.

#### Kryptoperidiniaceae
Dinotoms, por exemplo, são um clado de dinoflagelados marinhos em que o grau de fixação da organela endossimbiótica é variável. Neste grupo, tipicamente, há um processo muito particular de convivência entre um compartimento celular endossimbionte derivado de uma diatomácea (conhecido como simbiossomo) com o citosol e o núcleo de um dinoflagelado. É comum que este compartimento, além de abrigar o plastídio sequestrado, abrigue também mitocôndria, citoesqueleto e até mesmo núcleo da diatomácea fagocitada.  Até agora, são conhecidos pelo menos doze eventos de substituição endossimbiótica em dinotoms, em que quatorze espécies de dinoflagelados são predadas por dezenove dinoflagelados hospedeiros.  Esta variedade de simbiontes aponta justamente para uma plasticidade no sistema genético e metabólico de dinotoms que permitem a integração de novos; a princípio, em todo caso, tomados como já constitutivos.

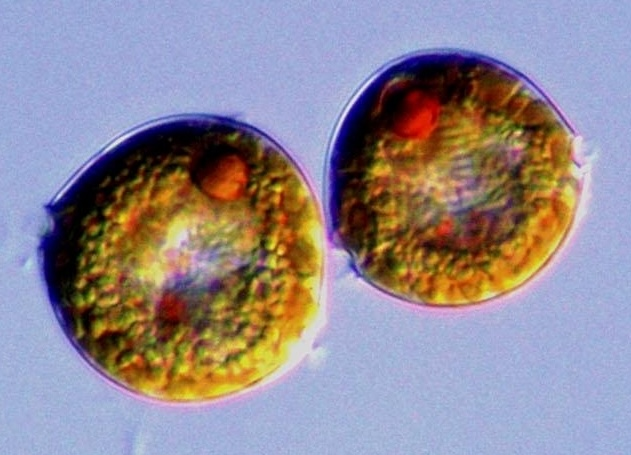
O transcriptoma de Durinskia baltica revela que não há redução funcional no núcleo da diatomácea fagocitada

No entanto, um estudo de 2019 demonstrou pela primeira vez que pelo menos para uma espécie de dinotom, Durinska capensis, a manutenção dos plastídios ocorre via cleptoplastia. Na ausência de diatomáceas de vida-livre, os plastídios de D. capensis são decompostos num período total de dois meses. Antes de seu total desaparecimento, o núcleo da diatomácea fagocitada desaparece a partir de uma semana, com consequente redução de atividade transcricional de genes plastidiais diminuindo a partir de um mês. As mitocôndrias fagocitadas também desaparecem a partir do dia 35. Em contraste, na presença de diatomáceas de vida-livre, D. capensis é capaz de manter o plastídio e o simbiossomo plenamente funcional. O mesmo estudo demonstra que outro dinotom, D. kwazulunatalensis, aparentemente é capaz de manter o plastídio estável sem a interação de cleptoplastia.

#### Kareniaceae

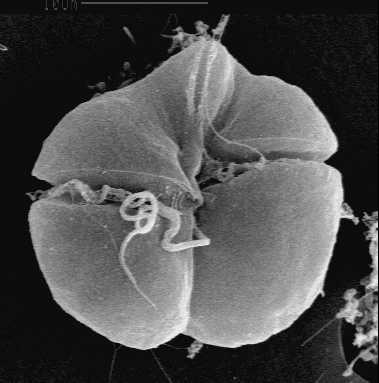
Karenia brevis possui cloroplastos constitutivos derivados de haptofícias.

Careniáceos (Dinoflagellata: Dinophyceae) também são dinoflagelados ilustrativos quanto ao contínuo entre organelas constitutivas, cloroplastos, e transientes, cleptoplastos. Isto porque, dentro ao grupo, sete gêneros apresentam cloroplastos constitutivos derivados de endossimbiose terciária (ou quartenária) com haptofícieas. Mas em 2006, pela primeira vez, foi observada na Antártica uma nova espécie mixotrófica de dinoflagelado careniáceo; para qual há a obtenção de cleptoplastídios sequestrados a partir de uma presa haptofícia, Phaeocystis antartica. Esta espécie, chamada "Ross Sea Dinoflagellate" (RSD) é bastante única não só por praticar a cleptoplastia em um contexto filogenético de retenção de um cloroplasato por endossimbiótica completa, mas também por ser incapaz de crescer em um meio escuro, ainda que fornecida de presas haptofícias. Isto aponta para um modo de vida em que a fototrofia é obrigatória, compondo o principal meio de captação energética do organismo. Além disso, é notável como, em condições normais, sem a reposição da plastídio, RSD é capaz de sobreviver com o cleptoplasto funcional por um período de até 30 meses. Esse é o maior período de retenção cleptoplastidial já documentado, não só para dinoflagelados. 

#### Dinophysis sp.
O exemplo mais bem estudado de cleptoplastia em dinoflagelados certamente tem como objeto o gênero Dinophysis Ehrenberg, 1839. O grupo é notável por abrigar, a nível de gênero, tanto espécies fototróficas quanto espécies não-fototróficas, predadoras de diversas outras linhagens eucarióticas. Um plastídio, no entanto, de genética e morfologia variável pode ser encontrado tanto nas espécies fototróficas quanto não-fototróficas do gênero. Em algumas espécies, o plastídio apresentava similaridades marcantes com aqueles encontrados na criptófita de vida-livre Teleaulax amphioxeia, enquanto em outros, com alguma variedade de haptofícias. Esta variedade, somada à dificuldade de se realizar cultivos bem-sucedidos de Dinophysis, engendrou dúvidas quanto à natureza permanente do cloroplasto destes organismos.

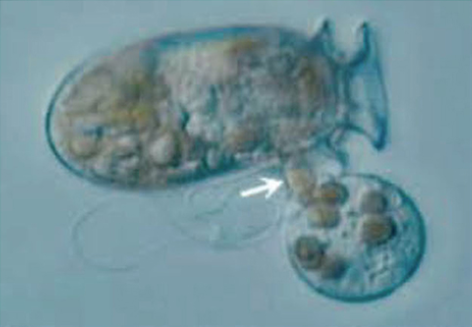
Dinophysis sp. predando o ciliado M. rubrum. A seta branca aponta para o tubo alimentar projetado usado para absorção do material no citosol.

A questão permanece em aberto até que, em 2006, um grupo coreano realiza o primeiro cultivo bem-sucedido de D. acuminata, espécie causadora de intoxicação diarreica por moluscos (DSP). Neste estudo, foi observado um comportamento fagotrófico direcionado não à criptófita Teleaulax, como se esperava, mas sim ao ciliado Myrioneceta  rubra (=Mesodinium rubrum), o qual, por sua vez, possui cleptoplastos derivados de Teleaulax sp. Assim, foi proposto um modelo de cleptoplastias sucessivas para a aquisição do plastídio no gênero Dinophysis. Estudos subsequentes, avaliando a (não) capacidade de replicação dos cloroplastos de Dinophysis durante o seu ciclo celular, a coerência genética entre genes do nucleomorfo criptófito em M. rubra e do plastídio dinoflagelado, e a elaboração da morfologia do plastídio consumido por Dinophysis, corroboraram o modelo de cleptoplastia sucessiva entre Teleaulax sp., M. rubra e Dinophysis. 

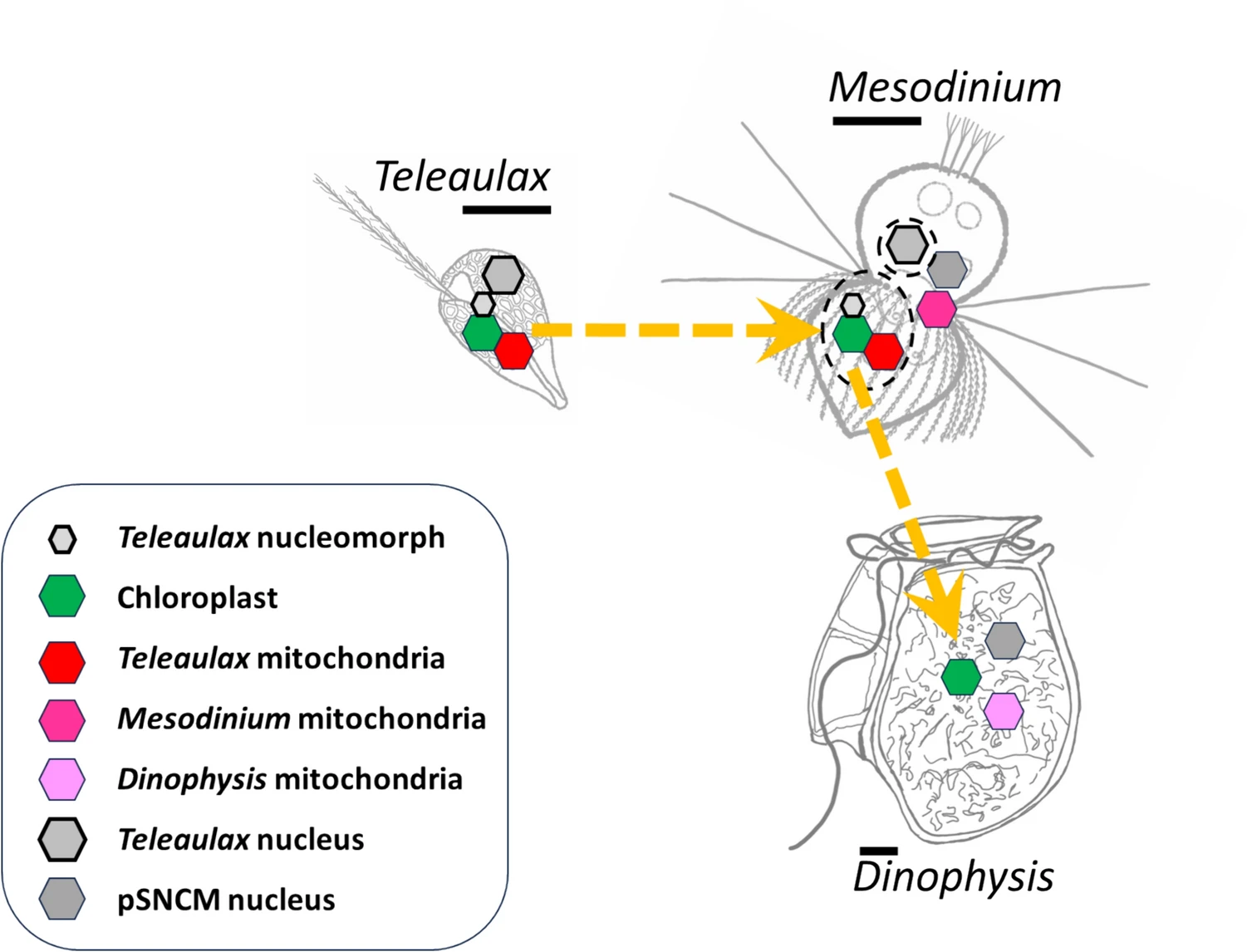
Esquema das interações sequenciais de cleptoplastia entre os gêneros de eucariontes Teleaulax, Mesodinium e Dinophysis (também alcunhada trindade-TMD, ou "TMD-trinity", em inglês). Escala = 5µm.

Em termos de ecologia de planctôn, hoje entende-se que Teleaulax participa de um nicho mixoplanctônico marinho constitutivo, isto é, com a capacidade tanto de replicar seus próprios cloroplastos (usados para fototrofia) quanto de consumir presas bacterianas. Mesodinium rubrum, por sua vez, compõe o mixoplanctôn não-constititutivo dos ecossistemas marinnhos. Este ciliado é especializado na ingestão de criptófitas do complexo Teleaulax, do qual adquire, via simbiossomo, mitocôndria, cloroplasto e material nuclear (nucleomorfo) suficientes para o funcionamento a longo prazo do aparato fotossintetizante criptófito. Finalmente, Dinophysis spp. alimentam-se de M. rubrum e, aparentemente, não retêm o simbiossomo com o material mitocondrial e nuclear de Teleaulax. Dinophysis, porém, parece reelaborar o cloroplasto obtido de Mesodinium e usá-lo de maneira eficiente; permitindo sua funcionalidade por um período de até 6 meses. Ainda em termos ecológicos, a dinâmica de comunidade entre as três espécies é responsável pela ocorrência de eventos nocivos de eflorescência algal de Dinophysis.

### Ciliados
Alguns gêneros de ciliados também são capazes de praticar cleptoplastia.

### Platelmintos
Apesar da literatura disponível sobre às interações simbióticas presentes no filo de platelmintos, existe um escasso estudo sobre as espécies que apresentam este fenômeno de cleptoplastia. Até onde se conhece, as linhagens que apresentam essa relação com os plastídios das suas presas pertencem exclusivamente à ordem Rhabdocoela.
Desde 2019, a presença de cleptoplastos foi detectada e confirmada apenas para as espécies de Baicalellia solaris e Pogaina paranygulgus. A primeira é a única espécie registrada dentro do grupo de Baicalellia em apresentar esta interação simbiótica com algas, o que contribui para o estudo evolutivo das interações dos platelmintos como hospedeiro. Segundo os experimentos realizados, os plastídios obtidos das suas presas — geralmente, diatomáceas penadas — são retidos subepidermicamente no mesênquima, por um curto prazo de tempo e exibem uma atividade fotossintética, com exceção da espécie P. paranygulgus devido à falta de estudos. Apesar da confirmação da persistência da fotossíntese nos cleptoplastos, existe o problema pendente em determinar se o carbono fornecido ao hospedeiro provém da troca de fotossintetatos com o plastídio ou pela degradação do mesmo.

### Gastrópodes

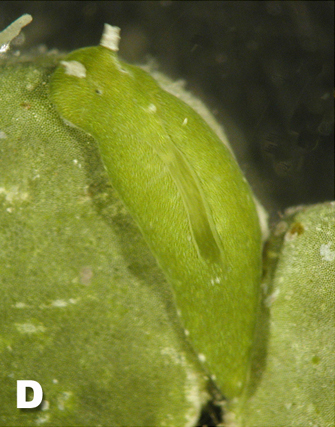
Elysia pusilla alimentando-se de algas verdes Halimeda, da qual incorpora cloroplastos em seu corpo.

Dentro de Gastropoda, os sacoglossos (Sacoglossa: Opisthobranquia) são um grupo de lesmas marinhas com mais de 300 espécies, dividido em dois grupos. Um deles são animais apresentam concha (Oxynoacea), enquanto outro, animais que não a apresentam (Plakobranchacea). A este segundo grupo pertence um clado, a superfamília Plakobranchoidea, em que se encontram as lesmas realizadoras da cleptoplastia . Por muito tempo acreditou-se serem os únicos metazoários capazes de realizar o sequestro de plastídeos advindos da dieta. Essas lesmas marinhas se alimentam das macroalgas presentes em seu habitat e têm a capacidade de digerir o conteúdo celular das algas ao mesmo tempo que mantém intactos os seus cloroplastos por um longo prazo de até alguns meses  . O muito do interesse de entender esse processo vem da curiosidade de entender as origens da endossimbiose . 
A cleptoplastia pode trazer vantagens relacionadas à crípse, pois alteram a cor das lesmas marinhas, deixando-as verdes, de cor similar às macroalgas com quem dividem seu habitat. Entretanto acredita-se que a principal vantagem adaptativa seja a aquisição de assimilados da fotossíntese, ou seja, o valor nutricional . Os cloroplastos advindos da alimentação são fagocitados pelas células do trato digestório e permanecem funcionais, produzindo oxigênio e produtos da fixação do dióxido de carbono , fornecendo assim, energia também. Estudos com a espécie Elysia timida demonstraram que a energia fotossintética tinha relevância para a taxa de sobrevivência dos indivíduos, como em épocas de escassez de alimento, porém outros estudos contrapõem esta vantagem, argumentando que a cleptoplastia não é essencial para a sobrevivência à escassez de alimento . Há também estudos com resultados que reforçam a hipótese de que a fotossíntese da cleptoplastia tem papel importante no desempenho reprodutivo dos indivíduos.

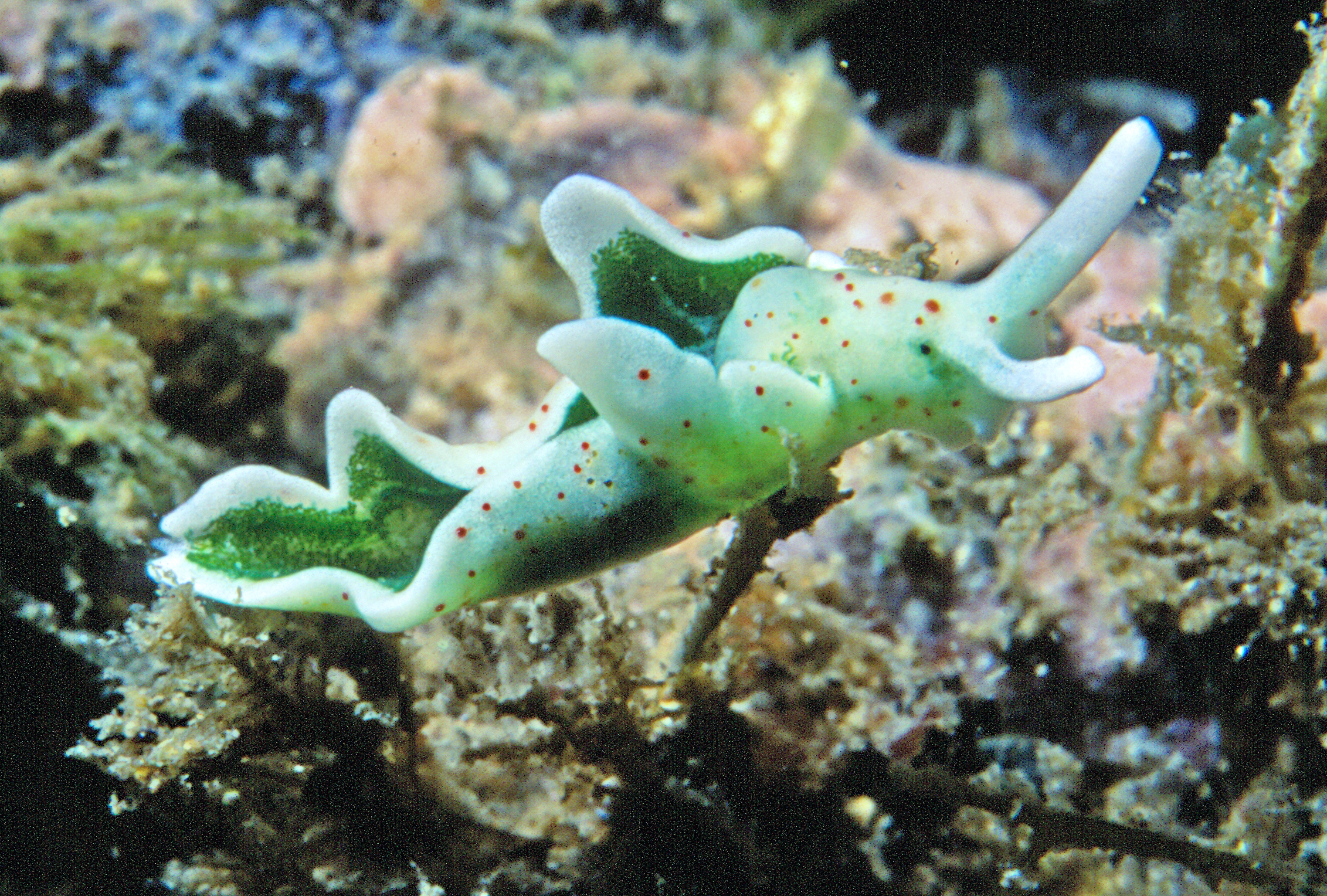
Elysia timida (Risso, 1818) alimenta-se de algas verdes, como Acetabularia acetabularia e algas pardas, como Padina pavonica.

Quanto à fisiologia do fenômeno da cleptoplastia, ainda há dúvidas se os cloroplastos ficam em contato direto com o citoplasma do animal ou se ficam envolvidos por células do hospedeiro, formando um simbiossomo ou fagossomo. Estudos com Plakobranchus ocellatus revelam que os cloroplastos ficam localizados quase que exclusivamente nas glândulas digestivas que se ramificam do estômago, sendo que em regiões mais periféricas do estômago, os cloroplastos são achados nas células epiteliais . As capacidade de retenção dos cloroplastos varia entre os sacoglossos, classificada em 3 categorias, a não retenção; retenção a curto prazo; e retenção a longo prazo; havendo também variabilidade na capacidade fotossintética entre as espécies  e teria surgido múltiplas vezes independentemente no grupo dos sacoglossa, segundo análises filogenéticas .
Quanto à retenção de longo prazo dos cloroplastos, muito se tem estudado sobre como estes cloroplastos conseguem ser mantidos funcionais por tanto tempo (até mais de seis meses, por exemplo). Uma das hipóteses usava a transmissão horizontal de genes de algas para lesmas para explicar essa capacidade, argumentando que haveria transmissão de genes que dariam suporte aos fotossistemas auxiliando em sua manutenção, entretanto não foi observada expressão de genes de origem da alga nas lesmas com essa capacidade, o que sugere que a transferência horizontal de genes não seja a explicação para este fenômeno . Uma estratégia comportamental para manutenção de plastídeos funcionais seria a preferência por determinados níveis de irradiância de luz em faixas ótimas e evitar níveis de luz muito altos que poderiam causar fotoinibição e perda prematura da função fotossintética dos cloroplastos, o que poderia ser ajustado tanto pela sua mobilidade (diferente de plantas que são fixas) e pelo uso de parapódios, que são apêndices laterais que podem proteger o animal de altas irradiações ao se fecharem . Por fim é importante levar em consideração que a compatibilidade entre o hospedeiro e a alga são relevantes para a existência dessa capacidade de manutenção a longo prazo, sendo explicada por fatores comportamentais de preferência, metabólicos e imunológicos .
A relação dos sacoglossos com as algas é obrigatória, sendo indispensável para o desenvolvimento e ciclo de vida dos indivíduos desse grupo. Assim, os cleptoplastos não são apenas um alimento para estes animais mas também uma fonte primária de produção energética .
| {{{caption}}} |
| Elysia clarki |

| {{{caption}}}                                                  |
| Oxynoe olivacea se alimentando da alga verde Caulerpa racemosa |

| {{{caption}}}     |
| Costasiella usagi |

| {{{caption}}}   |
| Elysia punctata |

#### Nudibranchia
Parece haver pelo menos uma espécie de gastrópode nudibrânquio em que a cleptoplastia é um fenômeno plausível. Trata-se de Pteraeolidia ianthina, uma lesma facelinídia.